# San Francisco del Progreso (Coahuila)
San Francisco del Progreso es una localidad del estado mexicano de Coahuila. Es parte del municipio de Parras.

## Toponimia
El nombre «San Francisco» hace referencia al santo patrono de la localidad: Francisco de Asís.

## Demografía
| Gráfica de evolución demográfica |
|                                  |

| Censo | Población |
| ----- | --------- |
| 1900  | 400       |
| 1910  | 102       |
| 1921  | 400       |
| 1930  | 68        |
| 1940  | 193       |
| 1950  | 265       |
| 1960  | 337       |
| 1970  | 414       |
| 1980  | 545       |
| 1990  | 519       |
| 2000  | 681       |
| 2010  | 665       |
| 2020  | 628       |